# Municipio di Stralsund

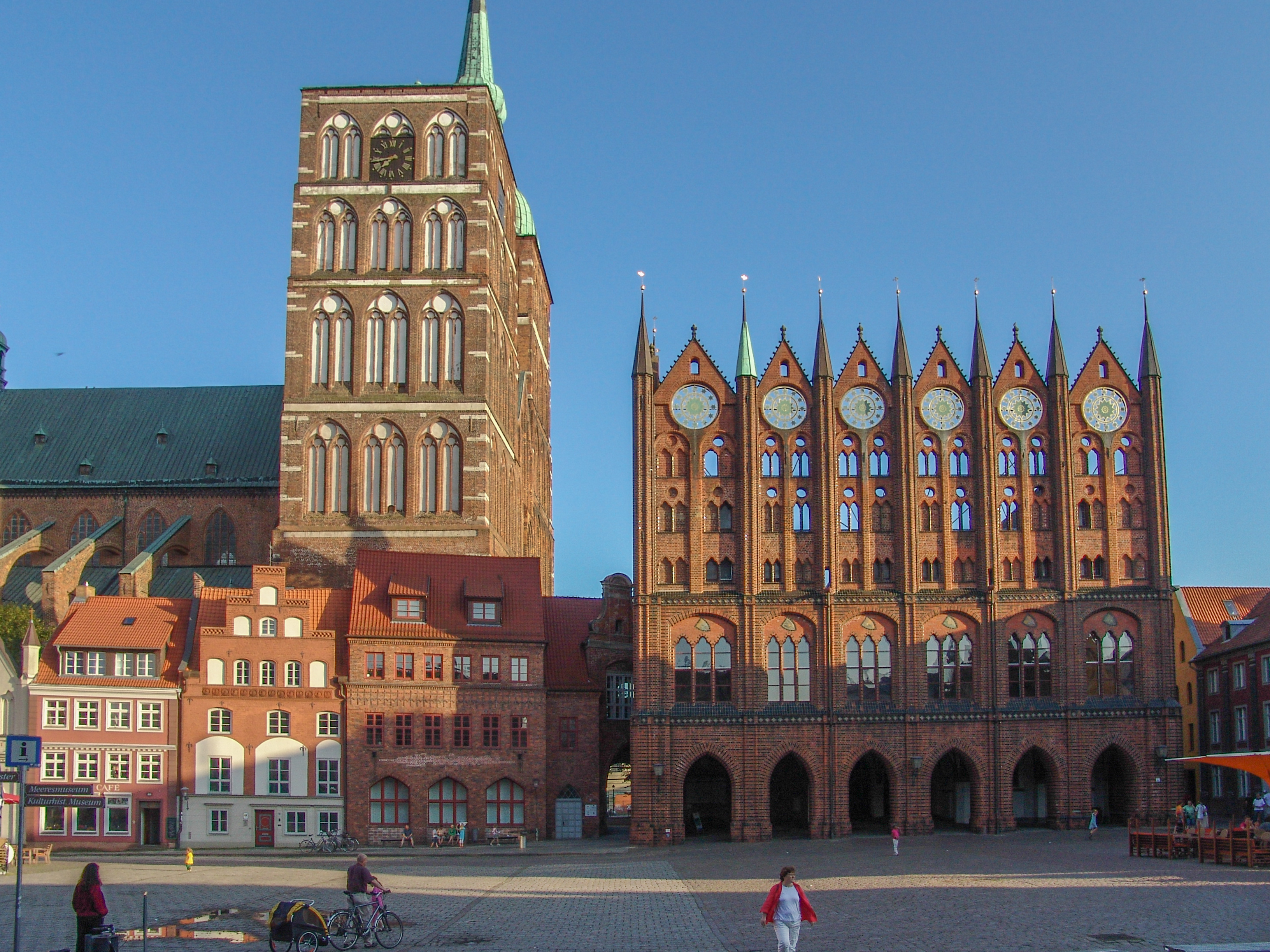
L'Alter Markt di Stralsund con il municipio

Il municipio di Stralsund (in tedesco: Stralsunder Rathaus) è uno storico edificio della città tedesca di Stralsund, nel Meclemburgo-Pomerania Anteriore (Germania nord-orientale), costruito nel XIII secolo, ma che presenta una facciata risalente al 1360-1370. Si tratta di uno dei più antichi edifici gotici della Germania ed è stato usato come modello per altri municipi dell'area baltica.
L'edificio fa parte di un centro storico annoverato dall'UNESCO nel patrimonio dell'umanità.

## Descrizione
Il municipio di Stralsund si trova nella parte meridionale dell'Alter Markt, di fianco alla chiesa di San Nicola . L'edificio occupa un'area di 1.410 m².
La facciata, a sei frontoni, è realizzata nello stile gotico baltico. La facciata è adornata con rosoni e sette torrette e presenta, sopra le sei finestre, gli stemmi delle sei principali città della Lega anseatica (oltre a quello di Stralsund, vi sono quelli di Amburgo, Greifswald, Lubecca, Rostock e Wismar).
|  |

La facciata "nasconde" la parte più antica dell'edificio, rappresentata da una serie di arcate gotiche del XIII secolo.
Negli interni, spicca la Löwenscher Saal, situata nell'ala settentrionale.

## Storia
L'edificio è menzionato per la prima volta in fonti scritte nel 1271. In origine, aveva la funzione sia di luogo di riunioni che di kophus, ovvero di edificio usato per gli scambi commerciali. Nel 1370, fu firmato nel municipio di Stralsund il trattato di pace tra la Lega anseatica e lo sconfitto re di Danimarca.
Nel 1579 fu realizzata una scala rinascimentale nelle sale amministrative. Nel 1680 il tetto in rame andò distrutto a causa di un incendio e fu sostituito da un tetto in mattoni. Nel 1897 crollarono durante alcuni lavori parti della volta. Le parti pericolanti furono quindi messe in sicurezza nel 1907.
Fino agli anni novanta del XX secolo, il municipio di Stralsund fu utilizzato anche come ristorante. In seguito, il municipio di Stralsund fu sottoposto a un'ampia opera di restauro tra il 2001 e il 2011.